# Blachia longzhouensis
Blachia longzhouensis är en törelväxtart som beskrevs av Xiu Xiang Chen. Blachia longzhouensis ingår i släktet Blachia och familjen törelväxter. Inga underarter finns listade i Catalogue of Life.